# 湯普森輕型步槍
湯普森輕型步槍（英語：Thompson Light Rifle）是由美國自動軍械公司於二次大戰期間試圖為美國軍隊生產的輕型自動步槍，該槍的設計是源自久經實戰考驗的湯普森衝鋒槍，其平台為以M1921/27型作基礎。 儘管是個可行的設計，該槍大量生產時的成本實在是太高，而且其重量也打破了「輕型步槍」的概念。

## 概述
湯普森輕型步槍與湯普森衝鋒槍之間的主要差異在於前者的槍管隔熱罩內裝有一個類似於MG42通用機槍的快速更換槍管裝置，以及為了方便於生產和減低重量而改用的鋼板沖壓組件。該槍採用跟湯普森衝鋒槍相同的槍托，使武器能夠減少槍口上揚以增加射擊精度。據指，湯普森輕型步槍有著比起被列為制式武器的M1卡賓槍更高度的可靠性和精確度，而且還有選射功能（全自動、單發），使它較符合由德國所提出的突擊步槍概念。
除了湯普森輕型步槍以外，自動軍械公司也曾分別於1941年5月和6月提交過兩種採用獨立設計的武器，以望能贏得.30口徑卡賓槍競選的寶座。他們最初的.30口徑輕型步槍為一枝較常見的採用後座作用機制閉鎖的步槍，該槍重約5.5磅。而其改良版為一枝半自動步槍，由80個零件組成，它於1941年9月被送往部隊進行試驗。然而在試驗期間發現難以分解和組裝。

## 另見
- 湯普森衝鋒槍
- M1卡賓槍
- 費德洛夫M1916自動步槍
- StG44突擊步槍